# Coupe d'Angleterre de football 1899-1900
Navigation
Coupe d'Angleterre 1898-1899 Coupe d'Angleterre 1900-1901
La Coupe d'Angleterre de football 1899-1900 est la 29e édition de la Coupe d'Angleterre de football. 
La finale se joue le 21 avril 1900 à Crystal Palace à Londres entre Bury FC et Southampton FC. Bury remporte son premier titre en battant Southampton 4 à 0.

## Compétition

### Quarts de finale
Les quarts de finale ont lieu le 24 février 1900.
| Équipe 1          | Résultat | Équipe 2             |
| ----------------- | -------- | -------------------- |
| Preston North End | 0 – 0    | Nottingham Forest    |
| Sheffield United  | 2 - 2    | Bury FC              |
| Southampton       | 2 - 1    | West Bromwich Albion |
| Millwall Athletic | 1 - 1    | Aston Villa          |

Matchs d'appui le 28 février et 1 mars 1900.
| Équipe 1          | Résultat | Équipe 2          |
| ----------------- | -------- | ----------------- |
| Bury FC           | 2 - 0    | Sheffield United  |
| Nottingham Forest | 1 - 0    | Preston North End |
| Aston Villa       | 0 - 0    | Millwall Athletic |

Deuxième match d'appui le 5 mars 1900.
| Équipe 1          | Résultat | Équipe 2    |
| ----------------- | -------- | ----------- |
| Millwall Athletic | 2 - 1    | Aston Villa |

### Demi-finales
Les demi finales ont lieu le 24 avril 1900.
| Équipe 1    | Résultat | Équipe 2          |
| ----------- | -------- | ----------------- |
| Bury FC     | 1 – 1    | Nottingham Forest |
| Southampton | 0 - 0    | Millwall Athletic |

Matchs d'appui le 28 et 29 mars 1900.
| Équipe 1    | Résultat | Équipe 2          |
| ----------- | -------- | ----------------- |
| Bury FC     | 3 – 2    | Nottingham Forest |
| Southampton | 3 - 0    | Millwall Athletic |

### Finale
| Finale de la Coupe d'Angleterre 1899-1900. | Bury FC | 4 – 0   | Southampton | Crystal Palace à Londres |                      |
| 21 avril 1900                              |         | (3 – 0) |             | Spectateurs : 68 985     | Spectateurs : 68 985 |